# Lista över fornlämningar i Gotlands kommun (Bäl)
Lista över fornlämningar i Gotlands kommun (Bäl) är en förteckning av ett urval av de fornlämningar som finns i Bäl i Gotlands kommun.
| Namn      | Lämningstyp                      | Tillkomsttid | Historisk indelning | Plats | Läge                 | ID-nr          | Bild                                      |
| --------- | -------------------------------- | ------------ | ------------------- | ----- | -------------------- | -------------- | ----------------------------------------- |
| Bäl 1:1   | Gravfält                         |              | Bäl, Gotland        |       | 57.667597, 18.715895 | 10090600010001 | Ladda upp en bild av detta fornminne      |
| Bäl 2:1   | Gravfält                         |              | Bäl, Gotland        |       | 57.653469, 18.711341 | 10090600020001 | Ladda upp en bild av detta fornminne      |
| Bäl 3:1   | Stensättning                     |              | Bäl, Gotland        |       | 57.647108, 18.708664 | 10090600030001 | Ladda upp en bild av detta fornminne      |
| Bäl 4:1   | Stensättning                     |              | Bäl, Gotland        |       | 57.648479, 18.708803 | 10090600040001 | Ladda upp en bild av detta fornminne      |
| Bäl 4:2   | Röse                             |              | Bäl, Gotland        |       | 57.648818, 18.709586 | 10090600040002 | Ladda upp en bild av detta fornminne      |
| Bäl 4:3   | Stensättning                     |              | Bäl, Gotland        |       | 57.648659, 18.709588 | 10090600040003 | Ladda upp en bild av detta fornminne      |
| Bäl 4:4   | Stensättning                     |              | Bäl, Gotland        |       | 57.649046, 18.709338 | 10090600040004 | Ladda upp en bild av detta fornminne      |
| Bäl 5:1   | Husgrund, förhistorisk/medeltida |              | Bäl, Gotland        |       | 57.650847, 18.686236 | 10090600050001 | Ladda upp en bild av detta fornminne      |
| Bäl 6:1   | Husgrund, förhistorisk/medeltida |              | Bäl, Gotland        |       | 57.648808, 18.680535 | 10090600060001 | Ladda upp en bild av detta fornminne      |
| Bäl 10:1  | Husgrund, förhistorisk/medeltida |              | Bäl, Gotland        |       | 57.652572, 18.669644 | 10090600100001 | Ladda upp en bild av detta fornminne      |
| Bäl 10:2  | Husgrund, förhistorisk/medeltida |              | Bäl, Gotland        |       | 57.652723, 18.670389 | 10090600100002 | Ladda upp en bild av detta fornminne      |
| Bäl 10:3  | Stensättning                     |              | Bäl, Gotland        |       | 57.652586, 18.670529 | 10090600100003 | Ladda upp en bild av detta fornminne      |
| Bäl 11:1  | Husgrund, förhistorisk/medeltida |              | Bäl, Gotland        |       | 57.643739, 18.702277 | 10090600110001 | Ladda upp en bild av detta fornminne      |
| Bäl 12:1  | Husgrund, förhistorisk/medeltida |              | Bäl, Gotland        |       | 57.644693, 18.696473 | 11000000000409 | Ladda upp en bild av detta fornminne      |
| Bäl 13:1  | Stensättning                     |              | Bäl, Gotland        |       | 57.634808, 18.684917 | 10090600130001 | Ladda upp en bild av detta fornminne      |
| Bäl 14:1  | Gravfält                         |              | Bäl, Gotland        |       | 57.634621, 18.683353 | 10090600140001 | Ladda upp en bild av detta fornminne      |
| Bäl 15:1  | Stensättning                     |              | Bäl, Gotland        |       | 57.636340, 18.687107 | 10090600150001 | Ladda upp en bild av detta fornminne      |
| Bäl 16:1  | Röse                             |              | Bäl, Gotland        |       | 57.639224, 18.677044 | 10090600160001 | Ladda upp en bild av detta fornminne      |
| Bäl 16:2  | Stensättning                     |              | Bäl, Gotland        |       | 57.639333, 18.677261 | 10090600160002 | Ladda upp en bild av detta fornminne      |
| Bäl 18:1  | Stensättning                     |              | Bäl, Gotland        |       | 57.642139, 18.666429 | 10090600180001 | Ladda upp en bild av detta fornminne      |
| Bäl 19:1  | Hög                              |              | Bäl, Gotland        |       | 57.642613, 18.666706 | 10090600190001 | Ladda upp en bild av detta fornminne      |
| Bäl 22:1  | Röse                             |              | Bäl, Gotland        |       | 57.641606, 18.655377 | 10090600220001 | Ladda upp en bild av detta fornminne      |
| Bäl 22:2  | Stensättning                     |              | Bäl, Gotland        |       | 57.641348, 18.655499 | 10090600220002 | Ladda upp en bild av detta fornminne      |
| Bäl 22:3  | Stensättning                     |              | Bäl, Gotland        |       | 57.641245, 18.655618 | 10090600220003 | Ladda upp en bild av detta fornminne      |
| Bäl 22:4  | Stensättning                     |              | Bäl, Gotland        |       | 57.641411, 18.655347 | 10090600220004 | Ladda upp en bild av detta fornminne      |
| Bäl 23:1  | Husgrund, förhistorisk/medeltida |              | Bäl, Gotland        |       | 57.640153, 18.657706 | 11000000000413 | Ladda upp en bild av detta fornminne      |
| Bäl 24:1  | Röse                             |              | Bäl, Gotland        |       | 57.638252, 18.664426 | 10090600240001 | Ladda upp en bild av detta fornminne      |
| Bäl 24:2  | Stensättning                     |              | Bäl, Gotland        |       | 57.638225, 18.664757 | 10090600240002 | Ladda upp en bild av detta fornminne      |
| Bäl 24:3  | Stensättning                     |              | Bäl, Gotland        |       | 57.638099, 18.664938 | 10090600240003 | Ladda upp en bild av detta fornminne      |
| Bäl 25:1  | Stensättning                     |              | Bäl, Gotland        |       | 57.633208, 18.657060 | 10090600250001 | Ladda upp en bild av detta fornminne      |
| Bäl 26:1  | Gravfält                         |              | Bäl, Gotland        |       | 57.635443, 18.706784 | 10090600260001 | Ladda upp en bild av detta fornminne      |
| Bäl 27:2  | Hällristning                     |              | Bäl, Gotland        |       | 57.645927, 18.706828 | 11100000000578 | Ladda upp en bild av detta fornminne      |
| Bäl 30:1  | Stenkrets                        |              | Bäl, Gotland        |       | 57.637835, 18.722039 | 10090600300001 | Ladda upp en bild av detta fornminne      |
| Bäl 30:2  | Stenkrets                        |              | Bäl, Gotland        |       | 57.637732, 18.721933 | 10090600300002 | Ladda upp en bild av detta fornminne      |
| Bäl 30:3  | Stensättning                     |              | Bäl, Gotland        |       | 57.637661, 18.721940 | 10090600300003 | Ladda upp en bild av detta fornminne      |
| Bäl 30:4  | Stensättning                     |              | Bäl, Gotland        |       | 57.637562, 18.721842 | 10090600300004 | Ladda upp en bild av detta fornminne      |
| Bäl 31:1  | Hög                              |              | Bäl, Gotland        |       | 57.635907, 18.714244 | 10090600310001 | Ladda upp en bild av detta fornminne      |
| Bäl 32:1  | Stensättning                     |              | Bäl, Gotland        |       | 57.636367, 18.713732 | 10090600320001 | Ladda upp en bild av detta fornminne      |
| Bäl 33:1  | Grav markerad av sten/block      |              | Bäl, Gotland        |       | 57.635069, 18.711532 | 10090600330001 | Ladda upp en bild av detta fornminne      |
| Bäl 33:2  | Stensättning                     |              | Bäl, Gotland        |       | 57.635163, 18.711778 | 10090600330002 | Ladda upp en bild av detta fornminne      |
| Bäl 34:1  | Gravfält                         |              | Bäl, Gotland        |       | 57.642164, 18.722327 | 10090600340001 | Ladda upp en bild av detta fornminne      |
| Bäl 35:1  | Husgrund, förhistorisk/medeltida |              | Bäl, Gotland        |       | 57.658652, 18.734791 | 10090600350001 | Ladda upp en bild av detta fornminne      |
| Bäl 35:2  | Husgrund, förhistorisk/medeltida |              | Bäl, Gotland        |       | 57.658568, 18.734281 | 10090600350002 | Ladda upp en bild av detta fornminne      |
| Bäl 35:3  | Husgrund, förhistorisk/medeltida |              | Bäl, Gotland        |       | 57.658449, 18.734081 | 10090600350003 | Ladda upp en bild av detta fornminne      |
| Bäl 37:1  | Stensättning                     |              | Bäl, Gotland        |       | 57.664000, 18.654322 | 10090600370001 | Ladda upp en bild av detta fornminne      |
| Bäl 38:1  | Stensättning                     |              | Bäl, Gotland        |       | 57.663605, 18.654742 | 10090600380001 | Ladda upp en bild av detta fornminne      |
| Bäl 39:1  | Grav markerad av sten/block      |              | Bäl, Gotland        |       | 57.654959, 18.658281 | 10090600390001 | Ladda upp en bild av detta fornminne      |
| Bäl 39:2  | Grav markerad av sten/block      |              | Bäl, Gotland        |       | 57.654949, 18.658227 | 10090600390002 | Ladda upp en bild av detta fornminne      |
| Bäl 40:1  | Stensättning                     |              | Bäl, Gotland        |       | 57.652037, 18.643553 | 10090600400001 | Ladda upp en bild av detta fornminne      |
| Bäl 42:1  | Husgrund, förhistorisk/medeltida |              | Bäl, Gotland        |       | 57.654144, 18.644683 | 10090600420001 | Ladda upp en bild av detta fornminne      |
| Bäl 42:2  | Husgrund, förhistorisk/medeltida |              | Bäl, Gotland        |       | 57.654277, 18.645294 | 10090600420002 | Ladda upp en bild av detta fornminne      |
| Bäl 43:1  | Husgrund, förhistorisk/medeltida |              | Bäl, Gotland        |       | 57.654590, 18.647420 | 10090600430001 | Ladda upp en bild av detta fornminne      |
| Bäl 44:1  | Husgrund, förhistorisk/medeltida |              | Bäl, Gotland        |       | 57.656317, 18.646123 | 10090600440001 | Ladda upp en bild av detta fornminne      |
| Bäl 44:2  | Husgrund, förhistorisk/medeltida |              | Bäl, Gotland        |       | 57.656387, 18.645358 | 10090600440002 | Ladda upp en bild av detta fornminne      |
| Bäl 44:3  | Husgrund, förhistorisk/medeltida |              | Bäl, Gotland        |       | 57.656627, 18.645671 | 10090600440003 | Ladda upp en bild av detta fornminne      |
| Bäl 45:1  | Husgrund, förhistorisk/medeltida |              | Bäl, Gotland        |       | 57.657769, 18.647131 | 10090600450001 | Ladda upp en till bild av detta fornminne |
| Bäl 45:2  | Husgrund, förhistorisk/medeltida |              | Bäl, Gotland        |       | 57.657633, 18.646647 | 10090600450002 | Ladda upp en bild av detta fornminne      |
| Bäl 45:3  | Husgrund, förhistorisk/medeltida |              | Bäl, Gotland        |       | 57.657423, 18.647154 | 10090600450003 | Ladda upp en till bild av detta fornminne |
| Bäl 45:4  | Husgrund, förhistorisk/medeltida |              | Bäl, Gotland        |       | 57.657280, 18.646580 | 10090600450004 | Ladda upp en bild av detta fornminne      |
| Bäl 46:1  | Gravfält                         |              | Bäl, Gotland        |       | 57.649161, 18.639118 | 10090600460001 | Ladda upp en bild av detta fornminne      |
| Bäl 47:1  | Stensättning                     |              | Bäl, Gotland        |       | 57.647606, 18.637458 | 10090600470001 | Ladda upp en bild av detta fornminne      |
| Bäl 47:2  | Röse                             |              | Bäl, Gotland        |       | 57.647821, 18.637516 | 10090600470002 | Ladda upp en bild av detta fornminne      |
| Bäl 48:1  | Stensättning                     |              | Bäl, Gotland        |       | 57.648458, 18.637721 | 10090600480001 | Ladda upp en bild av detta fornminne      |
| Bäl 48:2  | Stensättning                     |              | Bäl, Gotland        |       | 57.648482, 18.637592 | 10090600480002 | Ladda upp en bild av detta fornminne      |
| Bäl 48:3  | Stensättning                     |              | Bäl, Gotland        |       | 57.648511, 18.637398 | 10090600480003 | Ladda upp en bild av detta fornminne      |
| Bäl 49:1  | Stensättning                     |              | Bäl, Gotland        |       | 57.643024, 18.614538 | 10090600490001 | Ladda upp en bild av detta fornminne      |
| Bäl 49:2  | Stensättning                     |              | Bäl, Gotland        |       | 57.643011, 18.614150 | 10090600490002 | Ladda upp en bild av detta fornminne      |
| Bäl 49:3  | Stensättning                     |              | Bäl, Gotland        |       | 57.643107, 18.614274 | 10090600490003 | Ladda upp en bild av detta fornminne      |
| Bäl 50:1  | Gravfält                         |              | Bäl, Gotland        |       | 57.643450, 18.617887 | 10090600500001 | Ladda upp en bild av detta fornminne      |
| Bäl 53:1  | Röse                             |              | Bäl, Gotland        |       | 57.648097, 18.636451 | 10090600530001 | Ladda upp en bild av detta fornminne      |
| Bäl 54:1  | Gravfält                         |              | Bäl, Gotland        |       | 57.648816, 18.633885 | 10090600540001 | Ladda upp en bild av detta fornminne      |
| Bäl 59:1  | Gravfält                         |              | Bäl, Gotland        |       | 57.650592, 18.636203 | 10090600590001 | Ladda upp en bild av detta fornminne      |
| Bäl 60:1  | Husgrund, förhistorisk/medeltida |              | Bäl, Gotland        |       | 57.651589, 18.634799 | 10090600600001 | Ladda upp en bild av detta fornminne      |
| Bäl 61:1  | Stensättning                     |              | Bäl, Gotland        |       | 57.649978, 18.631074 | 10090600610001 | Ladda upp en bild av detta fornminne      |
| Bäl 63:1  | Husgrund, förhistorisk/medeltida |              | Bäl, Gotland        |       | 57.643622, 18.636324 | 11000000000431 | Ladda upp en bild av detta fornminne      |
| Bäl 64:1  | Grav- och boplatsområde          |              | Bäl, Gotland        |       | 57.641656, 18.639321 | 10090600640001 | Ladda upp en bild av detta fornminne      |
| Bäl 71:1  | Hällristning                     |              | Bäl, Gotland        |       | 57.645463, 18.637304 | 11100000000254 | Ladda upp en bild av detta fornminne      |
| Bäl 72:1  | Röse                             |              | Bäl, Gotland        |       | 57.638807, 18.700891 | 10090600720001 | Ladda upp en bild av detta fornminne      |
| Bäl 89:1  | Stensättning                     |              | Bäl, Gotland        |       | 57.644834, 18.703738 | 10090600890001 | Ladda upp en bild av detta fornminne      |
| Bäl 93:1  | Stensättning                     |              | Bäl, Gotland        |       | 57.643417, 18.663963 | 10090600930001 | Ladda upp en bild av detta fornminne      |
| Bäl 104:1 | Stensättning                     |              | Bäl, Gotland        |       | 57.654743, 18.713771 | 10090601040001 | Ladda upp en bild av detta fornminne      |
| Bäl 104:2 | Stensättning                     |              | Bäl, Gotland        |       | 57.654596, 18.713685 | 10090601040002 | Ladda upp en bild av detta fornminne      |
| Bäl 113:2 | Husgrund, förhistorisk/medeltida |              | Bäl, Gotland        |       | 57.658867, 18.715366 | 10090601130002 | Ladda upp en bild av detta fornminne      |
| Bäl 113:3 | Husgrund, förhistorisk/medeltida |              | Bäl, Gotland        |       | 57.658994, 18.715679 | 10090601130003 | Ladda upp en bild av detta fornminne      |